# Атака Таранто
Атака Таранто (англ. Battle of Taranto) — налёт британской палубной авиации на итальянскую военно-морскую базу в Таранто, произошедший 12 ноября 1940 года во время Второй мировой войны.
В результате атаки один линкор был потоплен и два серьезно повреждены; флот Великобритании захватил инициативу в Средиземном море. Атака доказала возможность эффективных действий палубной авиации против тяжёлых судов, находящихся в защищённой гавани. Операция послужила образцом для японской атаки Перл-Харбора в 1941 году.

## Подготовка
В октябре 1940 года, когда итальянские войска вторглись в Грецию, перед английским флотом встала задача обеспечить защиту коммуникаций между Египтом и Грецией при перевозках войск и боевой техники. Стало очевидно, что в ближайшее время целесообразно провести давно задуманную операцию по уничтожению главных сил итальянского флота, сосредоточенных в Таранто. Английская разведка установила, что оборона итальянской базы, особенно ПВО, недостаточно сильна, корабли в базе расположены скученно, представляя выгодную цель для атаки с воздуха.
В начале ноября 1940 года Каннингему (командующему Средиземноморским флотом) были посланы подкрепления. Теперь он был готов к атаке Таранто, где находилось не менее 6 линкоров, в том числе новейшие «Витторио Венето» и «Литторио» и более старые «Конте ди Кавур» и «Кайо Дуилио». Там же базировалось несколько тяжёлых крейсеров. Планом операции предусматривалась атака двух групп торпедоносцев «Суордфиш» с авианосца «Илластриес». Корабли во внутренней гавани предполагалось атаковать с помощью бомб.
В операции против военно-морской базы Таранто участвовал почти весь английский Средиземноморский флот (5 линкоров, авианосец, 8 крейсеров и 22 эскадренных миноносца). Разведывательные самолёты с Мальты сделали серию снимков вражеских якорных стоянок. 11 ноября эти снимки были доставлены на «Илластриес», поэтому экипажи торпедоносцев точно знали положение своих целей. Адмирал Каннингем решил нанести удар этой же ночью, используя полнолуние. Вечером 11 ноября 1940 г. он закончил развёртывание сил. 
Главный удар осуществляла авианосная группа, состоявшая из авианосца «Илластриес» и восьми кораблей непосредственного охранения (4 крейсера, 4 эсминца). Она заняла позицию в 170 милях от Таранто — у острова Кефалиния. Для отвлечения внимания противника от района Таранто английское командование направило группу кораблей (3 крейсера и 2 эскадренных миноносца) в Отрантский пролив.

## Атака
Незадолго до 21:00 первая волна из 12 «Суордфишей» под командованием капитан-лейтенанта К. Уильямсона взлетела с авианосца в 170 милях от Таранто. Вторая волна из 8 «Суордфишей» под командованием капитан-лейтенанта Дж. У. Хейла взлетела через час после первой. Примерно в 23:00 самолёты-осветители и бомбардировщики выполнили свою задачу и освободили место первым торпедоносцам.
Те снизились к самой воде и разбились на звенья по 3 самолёта, чтобы проскочить между аэростатами заграждения. Хотя противник был настороже, и зенитный огонь оказался довольно плотным, луна и осветительные ракеты обеспечили превосходное освещение. Итальянские линкоры были отлично видны. «Кавур» получил попадание 1 торпеды, а «Литторио» — 2.
Потом атаковала вторая волна. Её самолёты поразили 1 торпедой «Дуилио», и ещё 2 достались «Литторио», хотя одна из них не взорвалась.
Глубина гавани Таранто довольно мала, обычные торпеды после сброса с торпедоносца зарылись бы в грунт, поэтому британцы оснастили их деревянными стабилизаторами, чтобы при сбросе в воду торпеда не уходила на глубину. Таким же образом поступили и японцы при нападении на Перл-Харбор, где глубина гавани чуть больше и составляла 13 метров.

## Результаты и последствия
В каждой волне было потеряно по одному самолёту. Все 3 линкора затонули на своих якорных стоянках. Хотя позднее «Литторио» и «Дуилио» были подняты и отремонтированы, они вышли из строя на 5 и 6 месяцев соответственно. «Кавур» больше никогда не выходил в море. Бомбардировка крейсеров во внутренней гавани оказалась менее удачной, отчасти потому, что 2 попавшие бомбы не взорвались.
Тем не менее, успех операции был значительным, особенно с учётом малого числа задействованных самолётов. Экипажи Воздушных сил флота полностью восстановили баланс в линкорах, ведь до того итальянский флот был гораздо сильнее. Атака Таранто полностью оправдала веру в торпедоносные самолёты, как наиболее мощное морское оружие новой эпохи. Каннингем ничуть не преувеличивал, когда описывал операцию, уничтожившую половину итальянских линкоров, как беспрецедентный случай экономии сил.
Полностью учли уроки Таранто только японцы. После нападения в Таранто прибыла группа японских военных специалистов из Берлина, которые внимательно изучили последствия. Учтя все особенности этой атаки, 7 декабря 1941 года японцы атаковали схожим образом военно-морскую базу США в Перл-Харборе.